# Pederpes
 Pederpes  ist eine ausgestorbene Gattung früher Landwirbeltiere (Tetrapoda) aus dem frühen Karbon (358,9 bis 346,7 mya) von Europa. Sie ist eine der ältesten bekannten Tetrapoden, bei denen Anpassungen an eine Fortbewegung an Land nachgewiesen werden konnte.

## Entdeckung
Die Fossilien von Pederpes wurden 1971 in West-Schottland bei Dumbarton in der Ballagan-Formation aus dem Tournaisium (frühes Mississippium, früher „Unterkarbon“ genannt) gefunden und als Fleischflosser, d. h. als ein Knochenfisch bestimmt. Der Typus ist ein nahezu vollständiges, im ursprünglichen Knochenverbund erhaltenes Skelett, nur der Schwanz und einige Knochen des Schädels und der Gliedmaßen fehlten. Erst 2002 erkannte Jennifer Clack, dass es sich bei den Fossilien nicht um einen Fisch, sondern um einen der ersten bekannten landbewohnenden Tetrapoden handelt und publizierte die wissenschaftliche Erstbeschreibung der Gattung und ihrer Typusart.
Pederpes war zur Zeit seiner Entdeckung von hoher wissenschaftlicher Bedeutung, da es einer der ersten Funde aus dem Zeitabschnitt der so genannten Romer-Lücke war, eine ca. 20 Millionen Jahre umfassender Zeitraum, aus dem bis dahin kaum Fossilien landlebender Tetrapoden im Fossilbericht bekannt waren. Zudem war das Skelett gut erhalten und konnte deshalb viele wichtige Erkenntnisse liefern.

## Körperbau und Lebensweise
Dieses frühe Landwirbeltier war einen Meter lang und besaß einen großen, leicht dreieckigen Kopf. Dieser war ähnlich dem seiner jüngeren amerikanischen Schwestergattung Whatcheeria, von der Pederpes sich durch verschiedene Skelettmerkmale unterscheidet, wie einem dornenartigen Fortsatz am Oberarmknochen und einigen Schädelmerkmale. Die Vorderfüße hatten eine sehr kleine, zusätzliche Zehe, zeigen also Polydaktylie, dennoch unterscheiden sich diese Füße von den ebenfalls verbreiterten, paddelförmigen Füßen der älteren, devonischen Ichthyostegalia; sie ähneln eher den Füßen späterer, stärker an die Fortbewegung an Land angepasster karbonischen Formen. Pederpes ist möglicherweise das früheste bekannte Landwirbeltier, das die Anfänge der Fortbewegung an Land einschließlich einer zumindest funktionellen Fünfzehigkeit (auch: Fünfstrahligkeit, Pentadaktylie) dokumentiert, die für Landwirbeltiere charakteristisch ist.
Die Form des Schädels und die Tatsache, dass die Füße mehr nach vorne als zur Seite zeigten, legt nahe, das Pederpes gut an das Landleben angepasst war. Es ist derzeit das älteste bekannte vollständige, terrestrische Tier, obwohl die Struktur des Ohres zeigt, dass es besser unter Wasser als an Land hören konnte und einen großen Teil seiner Zeit im Wasser verbrachte und dort jagen konnte.
Der schmale Schädel deutet an, dass Pederpes eher muskelgesteuert atmete, also so wie die meisten modernen Landwirbeltiere, und nicht mit einem Kehlsack Luft in die Lungen pumpte, so wie die meisten modernen Amphibien.

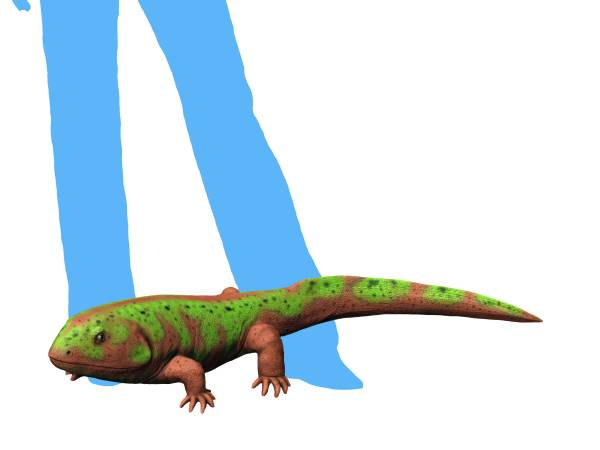
Größenvergleich

## Belege
1. ↑  J. A. Clack: An early tetrapod from ‘Romer's Gap’ In: Nature, Band 418, Nr. 6893, 2002; S. 72–76, doi:10.1038/nature00824